# Démonstration de force

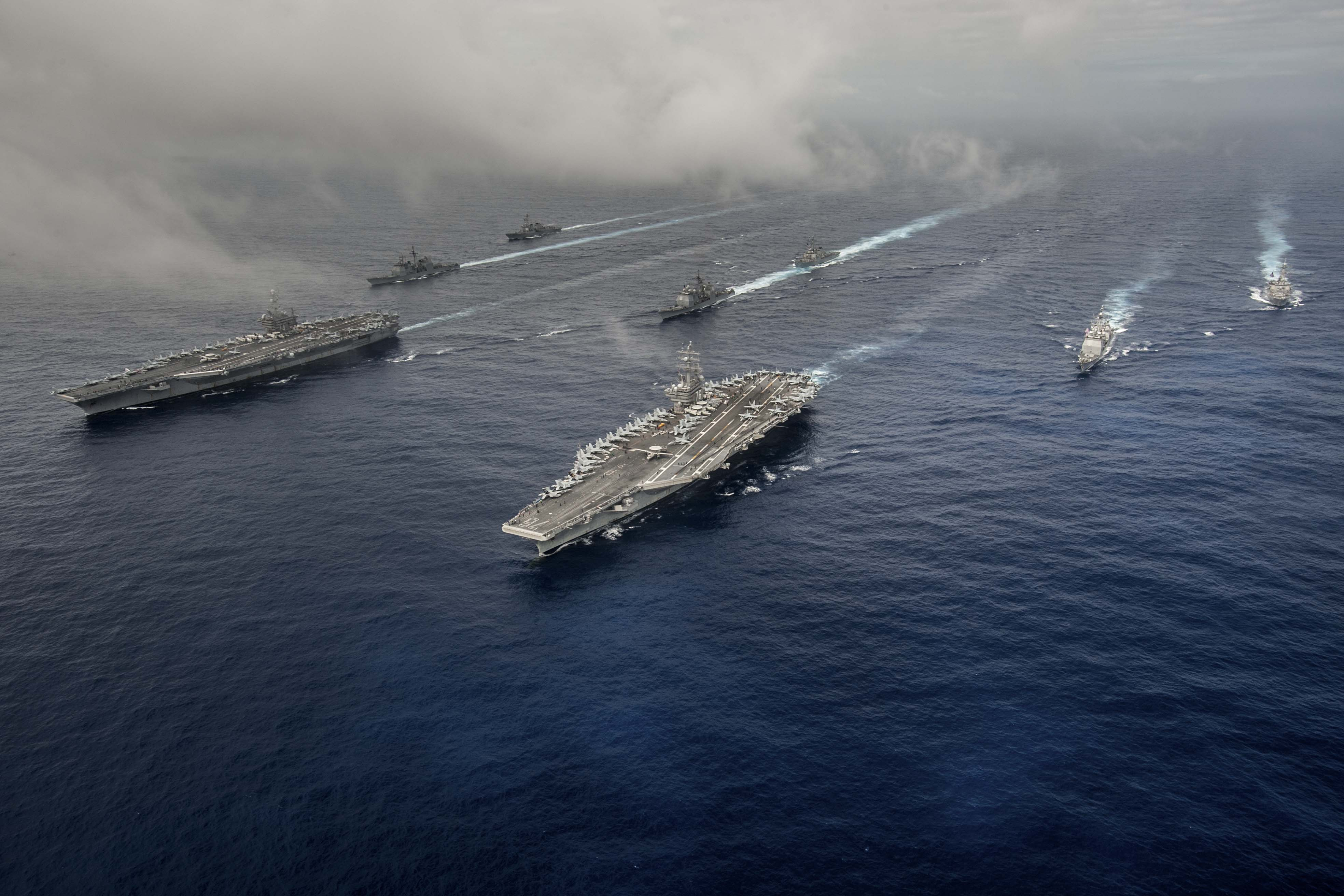
Déploiement de porte-avions et navires de la Septième flotte des États-Unis aux Philippines en 2007

Une démonstration de force ou show of force est une opération militaire lancée dans le but d'avertir ou d'intimider un ennemi en mettant en valeur ses capacités militaires et sa volonté d'agir en cas de provocation. Une démonstration de force peut aussi être mise en place par des forces de police ou des groupes armés.
Un « show of force » consiste par exemple pour un appareil aérien à effectuer un passage à basse altitude visant à impressionner l'ennemi lorsque les belligérants sont trop imbriqués pour permettre aux aéronefs de faire feu.